# Nicollette Sheridan
Nicollette Sheridan (Worthing, Inglaterra, 21 de noviembre de 1963) es una actriz inglesa nominada al Globo de Oro. Entre las películas en que ha aparecido destacan Sure Thing (1985), Noises Off (1992), Spy Hard (1996) y Beverly Hills Ninja (1997). En el medio televisivo, destacó con sus papeles como Paige Matheson en la telenovela de CBS Knots Landing (1986-1993), como Edie Britt en la comedia dramática de ABC Desperate Housewives (2004-2009) y como Alexis Carrington en el melodrama de The CW Dynasty (2018-2019)

## Biografía

### Juventud
Es hija de la actriz y cantante Sally Sheridan (también conocida como Sally Adams). Contrariamente a lo que se piensa, Sally no es la hija de la actriz Dinah Sheridan, por lo tanto, Dinah y Nicollette no están emparentadas. 
Su padre biológico nunca fue identificado, y Sheridan considera al exnovio de su madre, el actor Telly Savalas, su padre, cuyo hijo, Nick Savalas, es el medio hermano de Nicollette. 
Asistió a la escuela en Millfield, Somerset, al sur de Inglaterra.

### Carrera
Nacida en Inglaterra y criada en Londres y Los Ángeles, Nicollette Sheridan es quizá más conocida como la bella, poderosa y manipuladora Paige Matheson en Knots Landing, telenovela que duró mucho tiempo en pantalla. 
Una de las primeras actuaciones fílmicas de Sheridan fue en la exitosa comedia del director Rob Reiner The Sure Thing (1985). En esta película, Sheridan es el objeto de la búsqueda que John Cusack hace por todo el país para conseguir “la cosa segura”. Aparte de Knots Landing, ha hecho miniseries y films para televisión, como Lucky/Chances, Indictment: The McMartin Trial, The People Next Door, The Spiral Staircase y Dead Husbands. 
También ha actuado en las películas cómicas Noises Off (1992), junto a Michael Caine y Carol Burnett; Spy Hard, como la agente 3,14 junto a Leslie Nielsen; y Beverly Hills Ninja, con Chris Farley y Chris Rock.
De 2004 a 2009, trabajó en la exitosa serie estadounidense Desperate Housewives, en el papel de Edie Britt, mujer de muchos divorcios cuyas conquistas románticas son un escándalo en el tranquilo vecindario de Wisteria Lane. 
Rumores[cita requerida] dicen que entre las actrices, se ve una competencia de divas, ya que todas las protagonistas, tratan de llamar más la atención una que otra. Suenan fuerte los dimes y diretes[cita requerida] entre Sheridan y Teri Hatcher.
La actriz abandonó la serie al final de la quinta temporada, ya que muere en un trágico accidente tras evitar un plan de asesinato ideado por su nuevo marido Dave Williams.
El personaje de Sheridan ya había dejado antes el programa. En la cuarta temporada había sido expulsada por los otros personajes de Wisteria Lane, pero regresó cuando el show dio un salto a cinco años en el futuro durante el otoño boreal de 2008. Se reveló que Sheridan abandonó la serie tras haber sido despedida, lo cual ella atribuyó a una represalia tras haber acusado de agresión al creador de la serie, Marc Cherry. 
Sheridan, de 40 años, apareció durante la década de 1990 en la telenovela estadounidense "Knots Landing" (“California” en España), derivada de “Dallas”, antes de ingresar en el elenco de Desperate Housewives en 2004.
En el año 2018, es contratada por The CW para la serie Dynasty, readaptación de la serie del mismo nombre de 1981, donde encarna a Alexis Carrington, integrándose en el último tramo de la primera temporada. Sin embargo, en el año 2019, a mitades de la segunda temporada, la actriz renuncia a la serie por motivos personales, como lo es el cuidar y pasar tiempo con su madre que estaba gravemente enferma.

## Vida personal
Desde 1979 a 1985, Sheridan tuvo un romance con su ídolo Leif Garrett. Comenzaron a salir cuando ella tenía 15 años, y vivían juntos en la casa de Leif hasta que cumplieron la mayoría de edad. Como adulta, Sheridan se involucró en un fallido intento para curar a Garrett de su adicción a las drogas.
Sheridan estuvo casada con el actor Harry Hamlin desde el 7 de septiembre de 1991 hasta 1993. Debido a que el matrimonio duró exactamente dos años (la cantidad de tiempo requerida en Estados Unidos para recibir la ciudadanía, como esposo o esposa de un ciudadano estadounidense), se rumoreaba que el matrimonio era para conseguir tal ciudadanía. Sin embargo, esto es improbable, porque ella y su hermano Nick Savalas con la ayuda de la cadena CBS, podían tramitar cualquier visa que necesitaran, sin que ella tuviera que recurrir a un matrimonio falso.
Desde enero a octubre de 2005, Sheridan se comprometió con el actor sueco Nicklas Soderblom. Luego de su separación, Sheridan volvió con su exnovio Michael Bolton, con quien estuvo comprometida desde marzo de 2006 hasta agosto de 2008.

## Filmografía
- The Sure Thing (1985)
- El templete de Nasse House (1986)
- Noises Off (1992)
- Spy Hard (1996)
- People Next Door (1996)
- Beverly Hills Ninja (1997)
- I Woke Up Early the Day I Died (1998)
- Raw Nerve (1999)
- .com for Murder (2002)
- ¿No nos hemos conocido antes? (2002)
- Tarzán y Jane (2002)
- Lost Treasure (2003)
- Deadly Visions (2004)
- Desperate Housewives (2004-2009)
- Code Name: The Cleaner (2007)
- All Yours (2016)
- Dynasty (2018-2019)